# Bananas (албум)
Bananas е седемнадесетия студиен албум на британската рок група Deep Purple. В него е включено инструменталното парче Contact Lost, написано от китариста Стийв Морз, когато разбрал за инцидента със совалката Колумбия. Това е първият албум на групата с Дон Еъри на клавишните. Той заменя напусналия Джон Лорд. Албумът е записан в Лос Анджелис между януари и февруари 2003 г.

## Състав
- Иън Гилан – вокал
- Стийв Морз – китара
- Роджър Глоувър – бас
- Дон Еъри – клавишни
- Иън Пейс – барабани